# Murad Giray

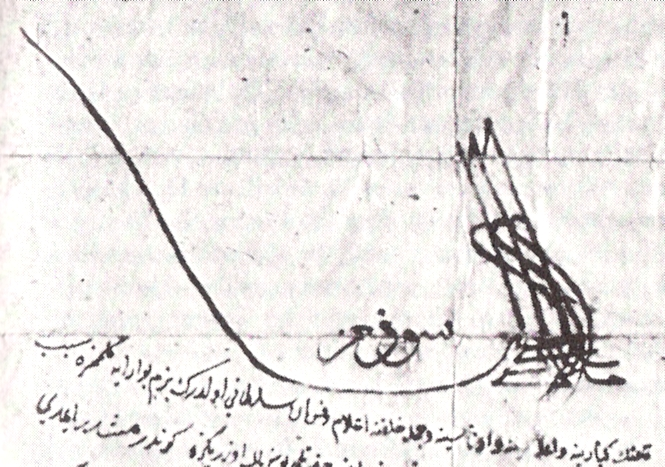
Tughra von Murad Giray

Murad Giray (krimtatarisch: مراد كراى Murad Geray; 1627–1696) war Khan der Krimtataren von 1678 bis 1683.

## Historischer Hintergrund Herrschaftsantritt
Nach dem Vertrag von Andrussowo 1667 verschlechterte sich die Lage aus Sicht des Krimkhanats und des Osmanenreichs. Das von der Hohen Pforte angestrebte ausgeglichene Kräftegewicht zwischen Polen-Litauen und dem Russischen Zarenreich veränderte sich dadurch zu Gunsten Moskaus. Auch waren die Kosaken nicht mehr im Konflikt zwischen beiden Mächten gebunden und verstärkten ihre Überfälle auf die türkischen und krimtatarischen Gebiete wieder. Nachdem das Osmanische Reich durch die Vasallisierung der Kosaken Petro Doroschenkos 1669 Einfluss in der Region der Rechtsufrigen Ukraine gewonnen hatte, erklärte es der polnisch-litauischen Adelsrepublik den Krieg, der mit dem Vertrag von Żurawno 1676 endete. Aus dieser nun günstigen Ausgangslage ergab sich die Möglichkeit für einen Krieg mit dem Russischen Reich um die Kontrolle der Linksufrigen Ukraine. Murad selbst kämpfte erfolgreich auf Seite der Osmanen in diesem Krieg.

## Leben
Murad Giray war ein Sohn von Mubarek Giray und Enkel von Selâmet I Giray, der zwischen 1608 und 1610 Herrscher des Krimkhanats war.
Er wurde zum Khan ernannt, nachdem Selim I Giray (ein Cousin Murads) 1678 von den Osmanen abgesetzt worden war – aufgrund der gescheiterten Belagerung des Hetmanssitzes Tschyhyryn 1677 durch das osmanisch-tatarische Heer (angeführt von Ibrahim Pascha und Selim Giray) während des Russisch-Türkischen Kriegs. Kurz vor seiner Abreise zur Thronbesteigung aus Istanbul wurde er vom polnischen Botschafter Jan Gniński angesprochen, um bei der Hohen Pforte zu vermitteln, was er jedoch entschieden abwies. Direkt nach Regierungsantritt bemühte sich Murad Giray eine Justizreform durchzuführen, gab diesen Versuch jedoch kurz darauf wieder auf. Infolge dieser hätte die türkisch-mongolische Tradition statt der Scharia zum Grundsatz des Rechtssystems im Krimkhanat werden sollen.
Eine zweite Belagerung mitsamt Eroberung der Stadt 1678 verbesserte den Kriegsverlauf für das Bündnis aus Osmanen, Krimtataren und Kosaken, der im Vertrag von Bachtschyssaraj (Bachtschyssaraj – Hauptstadt des Khanats der Krim) vom 13. Januar 1681 mündete. Voraus ging ein Vertrag zwischen Murad Giray und Zar Fjodor III. Alexejewitsch. Ein weiteres Dokument, ein sogenanntes temessük (ein Schriftstück über Staatsangelegenheiten, normalerweise gesendet von einem niedrigeren Beamten an einen höheren) ging von Murad Giray an den Großwesir Kara Mustafa Pascha. Es enthielt Bestimmungen für den osmanisch-russischen Friedensvertrag, die später von Mehmed IV für den Friedensschluss weitgehend übernommen wurden.
Im Jahr 1683 war er am Ungarnfeldzug gegen das Heilige Römische Reich und seine Verbündeten beteiligt. Bereits seit der Entscheidung Wien zu belagern, war er mit der Führung Kara Mustafa Paschas unzufrieden und arbeitete offen gegen dessen Befehle. Nach der Schlacht am Kahlenberg wurde er von diesem für den Ausgang verantwortlich gemacht. Die Niederlage führte zur Absetzung Murads durch Kara Mustafa Pascha. Später zog er sich auf ein Anwesen nahe Jambol zurück, wo er 1696 starb. Auf seine Herrschaft folgte Haci II. Giray, der sich lediglich bis 1684 halten konnte, da es zu seinem Adelsaufstand kam, woraufhin erneut Selim als Khan eingesetzt wurde.